# Spinopilar
Spinopilar es un género de arácnido  del orden Opiliones de la familia Gonyleptidae.

## Especies
Las especies de este género son:
- Spinopilar anomalis
- Spinopilar apiacaensis
- Spinopilar armatus
- Spinopilar friburguensis